# Romeo i Julia (album)
Romeo i Julia płyta z piosenkami do filmowego musicalu Romeo i Julia w reżyserii Janusza Józefowicza. Została wydana w 2004.

## Lista utworów
1. "Prolog"
2. "Rosalina"
3. "Pani Capuletti"
4. "Bal"
5. "Twych oczu blask"
6. "Świetlista noc"
7. "Merkucjo i niania"
8. "Oczekiwanie"
9. "Aria z krzykiem"
10. "Ojciec Laurenty"
11. "Boję się"
12. "Sen"
13. "Przebacz mi"
14. "Epilog"

## Twórcy
- Zosia Nowakowska  – Julia
- Krzysztof Rymszewicz – Romeo
- Natasza Urbańska – Rosalina
- Rafał Drozd – Mercucjo
- Małgorzata Duda-Kozera – niania Julii
- Emilian Kamiński – pan Capuletti
- Joanna Liszowska – pani Capuletti
- Jakub Szydłowski – ojciec Laurenty
- Justyna Stępień – sopran, prolog
- Marta Wyłomańska – sopran, epilog